# Sportowa książeczka żeglarska
Sportowa książeczka żeglarska – potwierdzała staż morski, odbyte szkolenia i stopnie zdobyte przez posiadacza, jak również badania lekarskie. W przeszłości do książeczki wstemplowywano tzw. „klauzule na pływania morskie” – wpisy uprawniające do przekraczania morskiej granicy PRL.
Obecnie jest wewnętrznym dokumentem PZŻ. Zawierać może informacje o zdobytych uprawnieniach i odbytych rejsach oraz szkoleniach (na zasadzie pamiętnika). Jej posiadanie nie jest obowiązkowe. W świetle obecnie obowiązujących przepisów nie może zastępować ani patentów, ani dokumentów potwierdzających spełnienie wymagań stażowych niezbędnych do ubiegania się o stopnie żeglarskie.